# Бодаквянська сільська рада
Бодаквянська сільська рада — колишній орган місцевого самоврядування у Лохвицькому районі Полтавської області з центром у селі Бодаква.

## Населені пункти
Сільраді були підпорядковані населені пункти:
- c. Бодаква
- c. Заморіївка
- c. Нижня Будаківка
- c. Пісочки
- c. Хрулі
- c. Червоні Луки

Село Забодаква, що підпорядковувалося сільраді, було зняте з облікових даних 27 березня 2009 року.